# Sant'Agata Bolognese
Pour les articles homonymes, voir Bolognese.
Sant'Agata Bolognese est une commune de la ville métropolitaine de Bologne dans la région Émilie-Romagne en Italie.

## Économie
Sant'Agata Bolognese est la ville du constructeur automobile Lamborghini.

## Culture
- Musée Lamborghini

## Administration
| Période                                  | Période  | Identité         | Étiquette               | Qualité |
| ---------------------------------------- | -------- | ---------------- | ----------------------- | ------- |
| 14 juin 2004                             | En cours | Daniela Occhiali | Solidarietà e Progresso |         |
| Les données manquantes sont à compléter. |          |                  |                         |         |

### Hameaux
Maggi, Crocetta

### Communes limitrophes
Castelfranco Emilia, Crevalcore, Nonantola, San Giovanni in Persiceto